# 17e Legergroep (Japan)
De Zeventiende Legergroep (Japans: 第17方面軍,  daijūnanahōmengun) was een legergroep van het Japanse Keizerlijke Leger. Deze legergroep werd opgericht op 22 januari 1945 en werd ingezet voor de verdediging van Korea als onderdeel van het Kanto-leger. Bij zijn overgave in augustus 1945 bevond de legergroep zich in de omgeving van de Koreaanse stad Seoel. De Zeventiende Legergroep was de opvolger van het Chosen-leger, dat het garnizoenleger was tijdens de Japanse bezetting van Korea.

## Overzicht
- Oprichting: 22 januari 1945
- Operatiegebied: Korea
- Onderdeel van het Kanto-leger

## Bevelhebbers

### Commandanten
|   | Naam                                | Van             | Tot              |
| - | ----------------------------------- | --------------- | ---------------- |
| 1 | luitenant-generaal Seishiro Itagaki | 1 februari 1945 | 20 april 1945    |
| 2 | luitenant-generaal Yoshio Uetsuki   | 20 april 1945   | 15 augustus 1945 |

### Stafchef
|   | Naam                              | Van             | Tot              |
| - | --------------------------------- | --------------- | ---------------- |
| 1 | luitenant-generaal Juntaro Iihara | 1 februari 1945 | 15 augustus 1945 |

## Samenstelling
- 34e Leger
  - 59e divisie
  - 137e divisie
  - 133e Zelfstandig gemengde brigade
- 58e Leger
  - 96e divisie
  - 111e divisie
  - 121e divisie
  - 108e Zelfstandig gemengde brigade
- 120e divisie
- 150e divisie
- 160e divisie
- 127e Zelfstandig gemengde brigade